# Helafricanus anymphos
Espèce
Synonymes
- Heliophanus anymphos Wesołowska, 2003

Helafricanus anymphos est une espèce d'araignées aranéomorphes de la famille des Salticidae.

## Distribution
Cette espèce est endémique du comté de Trans-Nzoia au Kenya,. Elle se rencontre vers Kaptega à 2 010 m d'altitude sur le mont Elgon.

## Description
La carapace du mâle holotype mesure 2,0 mm de long sur 1,4 mm et l'abdomen 2,1 mm de long sur 1,3 mm.

## Systématique et taxinomie
Cette espèce a été décrite sous le protonyme Heliophanus anymphos par Wesołowska en 2003. Elle est placée dans le genre Helafricanus par Wesołowska en 2024.

## Publication originale
- Wesołowska, 2003 : « New data on African Heliophanus species with descriptions of new species (Araneae: Salticidae). » Genus, vol. 14, no 2, p. 249-294.